# The Rivalry
The Rivalry deseti je studijski album njemačkog heavy metal-sastava Running Wild. Diskografska kuća GUN Records objavila ga je 9. veljače 1998. Drugi je album trilogije skupine o dobru i zlu. Također je posljednji album s bubnjarom Jörgom Michaelom.

## Popis pjesama
Tekstovi: Rock 'n'Rolf, glazba: Rock 'n' Rolf, osim gdje je navedeno drukčije.
| 1.    | »March of the Final Battle (The End of All Evil)« (instrumentalna skladba) |               | 2:00 |
| 2.    | »The Rivarly«                                                              |               | 5:34 |
| 3.    | »Kiss of Death«                                                            |               | 3:36 |
| 4.    | »Firebreather«                                                             |               | 4:04 |
| 5.    | »Return of the Dragon«                                                     |               | 6:47 |
| 6.    | »Resurrection«                                                             |               | 4:45 |
| 7.    | »Ballad of William Kidd«                                                   |               | 8:43 |
| 8.    | »Agents of Black«                                                          |               | 3:56 |
| 9.    | »Fire and Thunder«                                                         |               | 7:32 |
| 10.   | »The Poison«                                                               |               | 4:39 |
| 11.   | »Adventure Galley«                                                         | Thilo Hermann | 4:19 |
| 12.   | »Man on the Moon«                                                          |               | 4:48 |
| 13.   | »War and Peace«                                                            |               | 7:44 |
| 68:27 |                                                                            |               |      |

## Zasluge
Running Wild
- Rock 'n' Rolf – vokal, gitara
- Thilo Hermann – gitara
- Thomas "Bodo" Smuszynski – bas-gitara
- Jörg Michael – bubnjevi

Ostalo osoblje
- Peter Lohde – grafički dizajn
- Gerhard Woelfe – inženjer zvuka, miks
- Rainer Holst – mastering
- Thorsten Herbig – fotografije
- Andreas Marschall – naslovnica albuma